# Cementiri monumental de Staglieno
El Cementiri monumental de Staglieno (en italià:cimitero monumentale di Staglieno i çimiteio de Stagén en genovès) és un gran cementiri monumental situat en un turó de Gènova, Itàlia. És famós per les seves escultures, sent un dels cementiris més grans d'Europa, amb més d'un quilòmetre quadrat de superfície.
Va ser inaugurat el 1851. El projecte inicial és degut a l'arquitecte genovès Carlo Barabino (1835) tot i que la seva realització es va dur a terme després de la mort d'aquest (sota la direcció de l'arquitecte Giovanni Battista Resasco) i encara va seguir creixent i expandint-se amb posterioritat a la inauguració.
El nucli del conjunt és una gran esplanada de planta rectangular envoltada per galeries porxades, presidida per un edifici que és rèplica del Panteó de Roma i centrada per una monumental estàtua que representa La Fe catòlica (obra de l'escultor Santo Varni, 1866-75).
Una primera ampliació d'aquest nucli va ser, a llevant, una àrea de planta semicircular igualment envoltada per galeries porxades.
Va seguir l'anomenat "bosquet", a la falda del turó, la concepció naturalista i irregular del qual contrasta amb la rigorosa composició arquitectònica de l'esplanada.
Altres sectors de Staglieno són els cementiris no catòlics, el cementiri dels anglesos o el cementiri militar.
Les tombes, sobretot les de les àrees porxades, ofereixen una extensíssima mostra d'escultura funerària d'entre la segona meitat del segle xix i començaments del segle xx. Estilísticament hi predominen les influències tardanes del neoclassicisme, el realisme, l'anecdotisme i el simbolisme.
Entre els escultors que hi tenen obres es compten Santo Varni, Giovanni Battista Cevasco, Luigi i Lorenzo Orengo, Augusto Rivalta, Giovanni Battista Villa, Leonardo Bistolfi, Giulio Monteverde, o Edoardo Alfieri, entre molts altres
Entre els personatges que hi són enterrats s'esmenten Constance Lloyd, esposa d'Oscar Wilde, el polític Ferruccio Parri, el compositor MIchele Novaro, el cantautor Fabrizio De André, la cantant Margherita Carosio i el patriota i politic Giuseppe Mazzini.
En el seu The Innocents Abroad, Mark Twain elogia breument el cementiri. El cementiri va ser el tema d'un llibre de fotografies de 2003 obra de Lee Friedlander. També apareix esmentat a Retrum, una novel·la de Francesc Miralles (2010)

## Galeria d'imatges

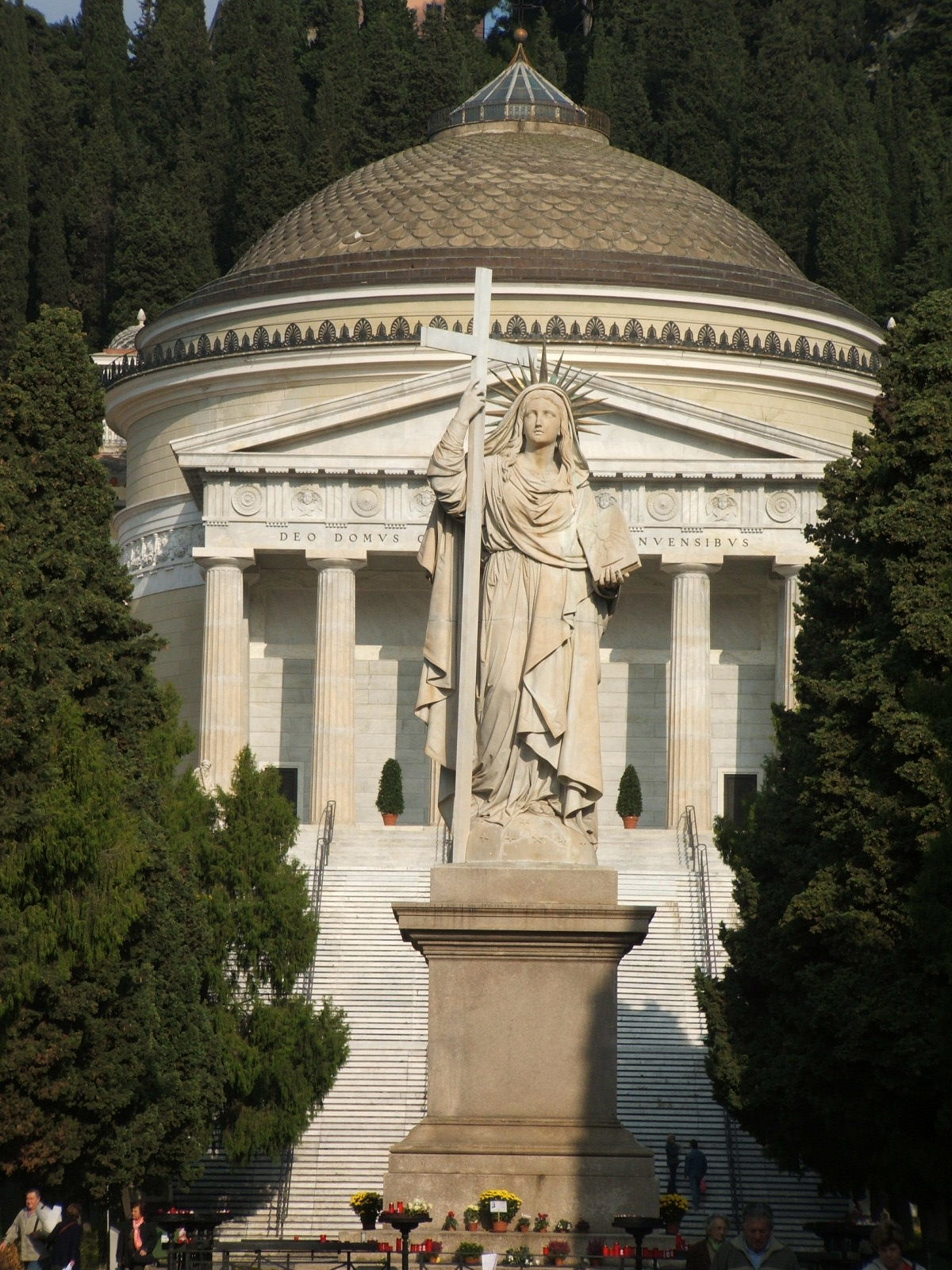
L'estàtua de La Fe i, al fons, el Panteó
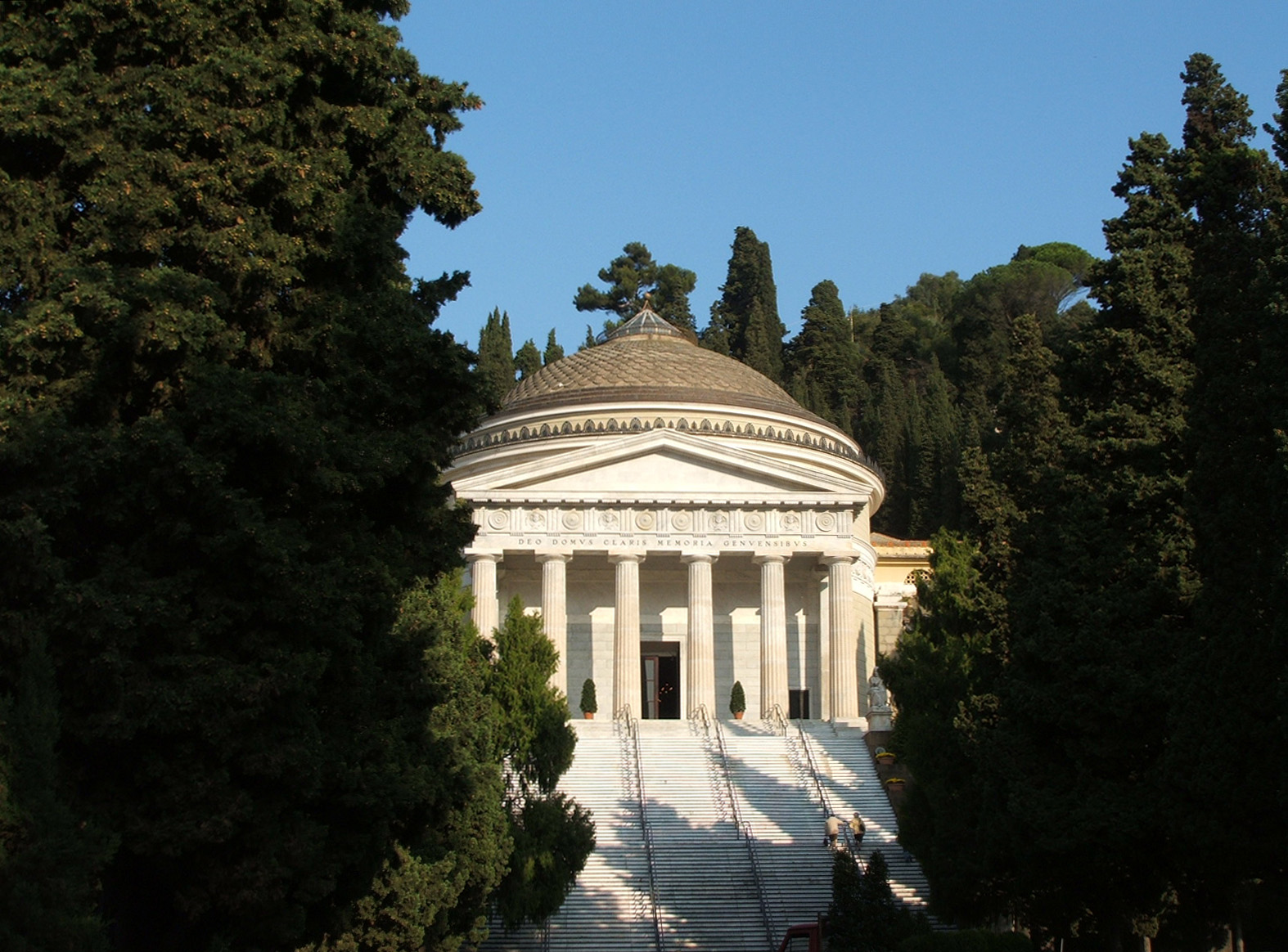
El Panteó
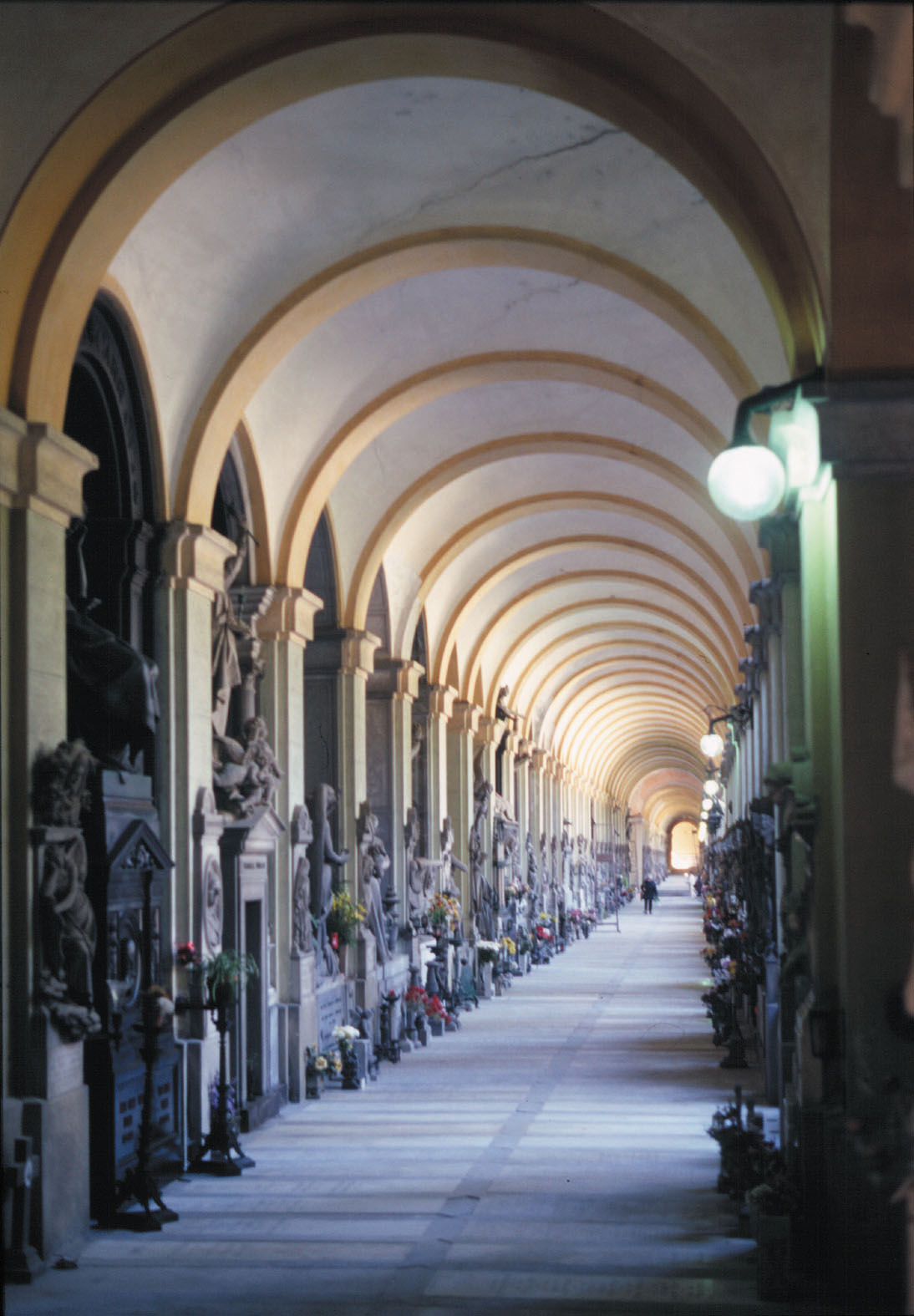
Vista d'un dels porxos del cementiri
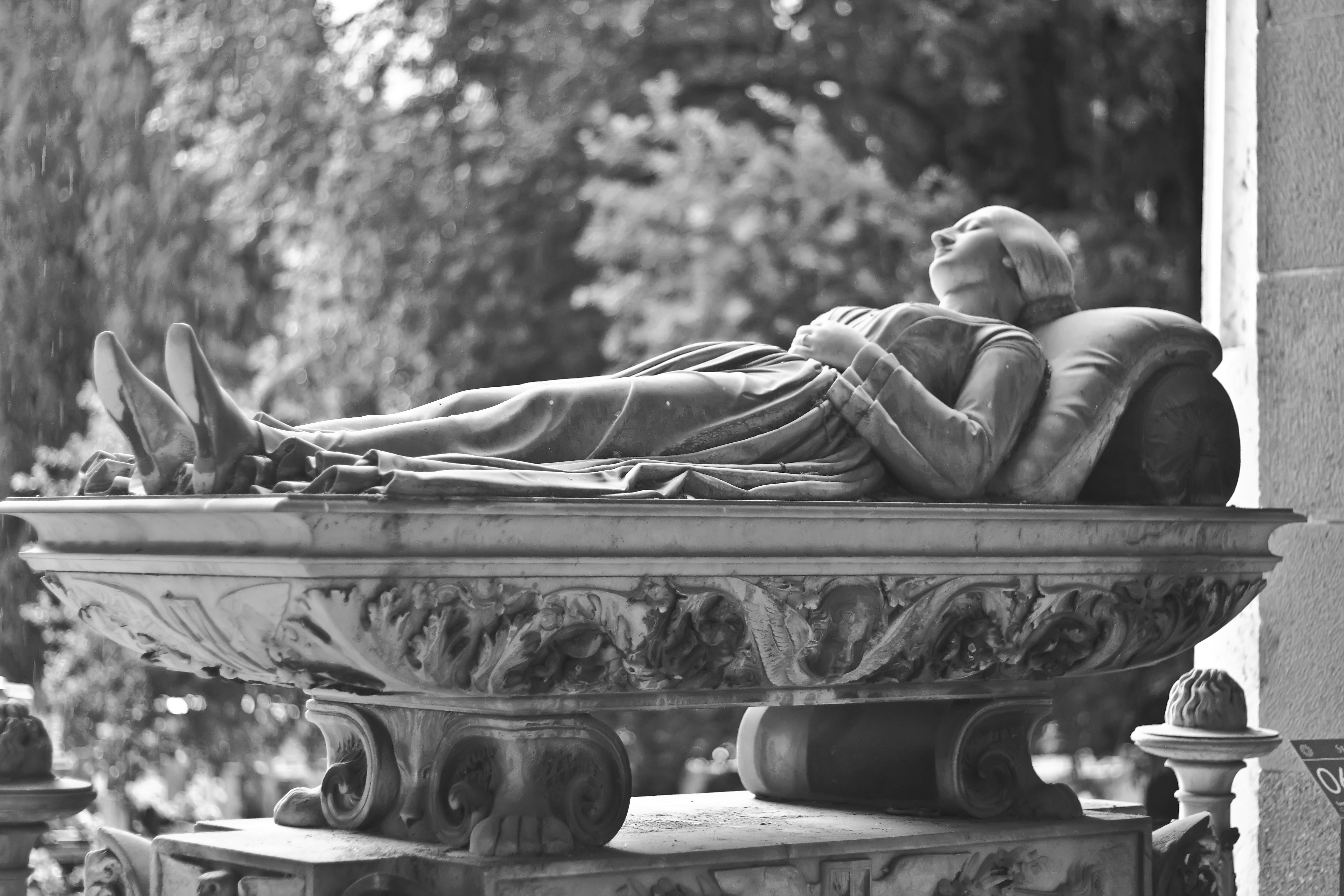
Tomba Rolla. Giovanni Isola, escultor (1865)
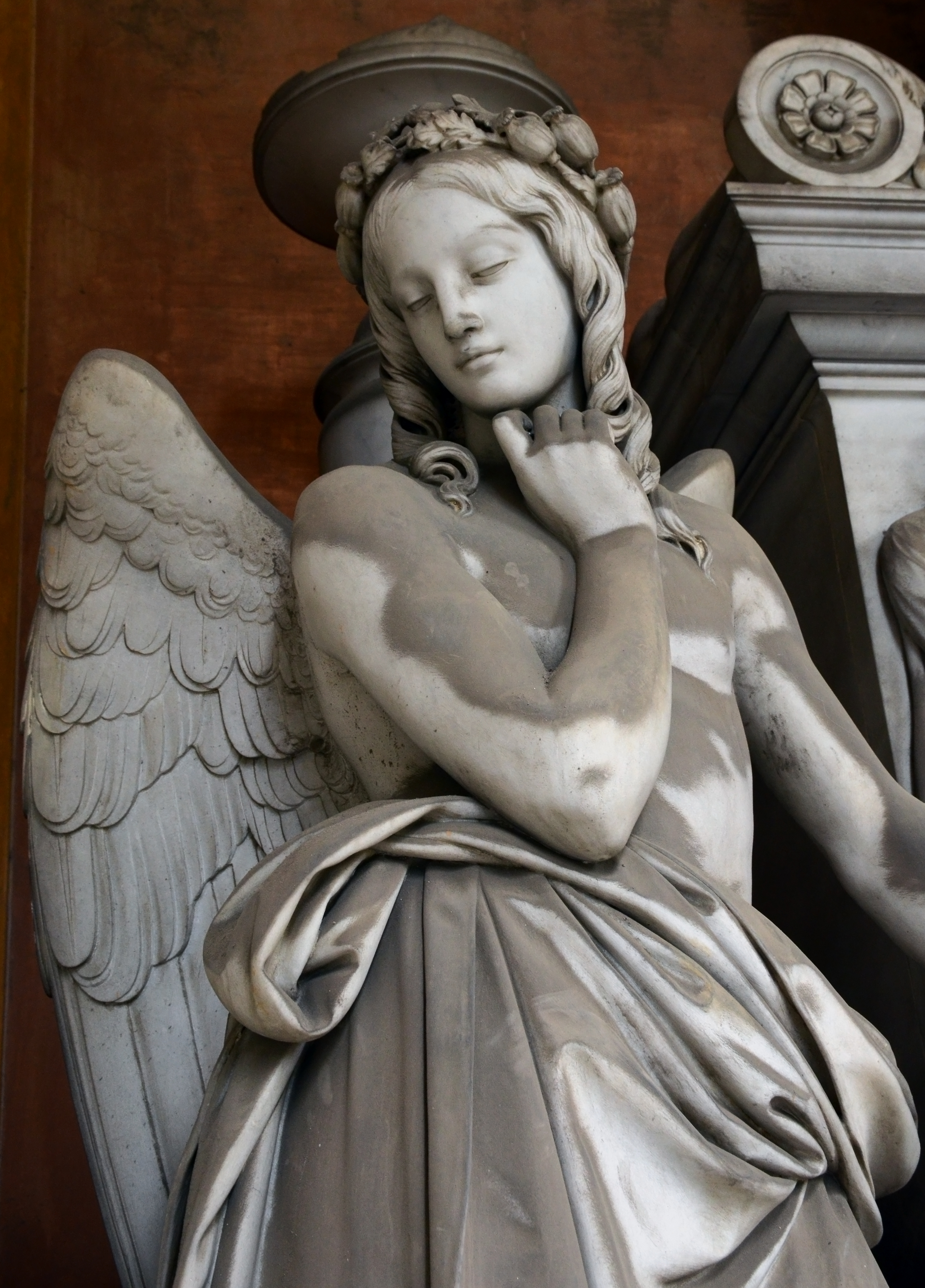
Tomba Bracelli Spinola. Santo Varni, escultor (1864)
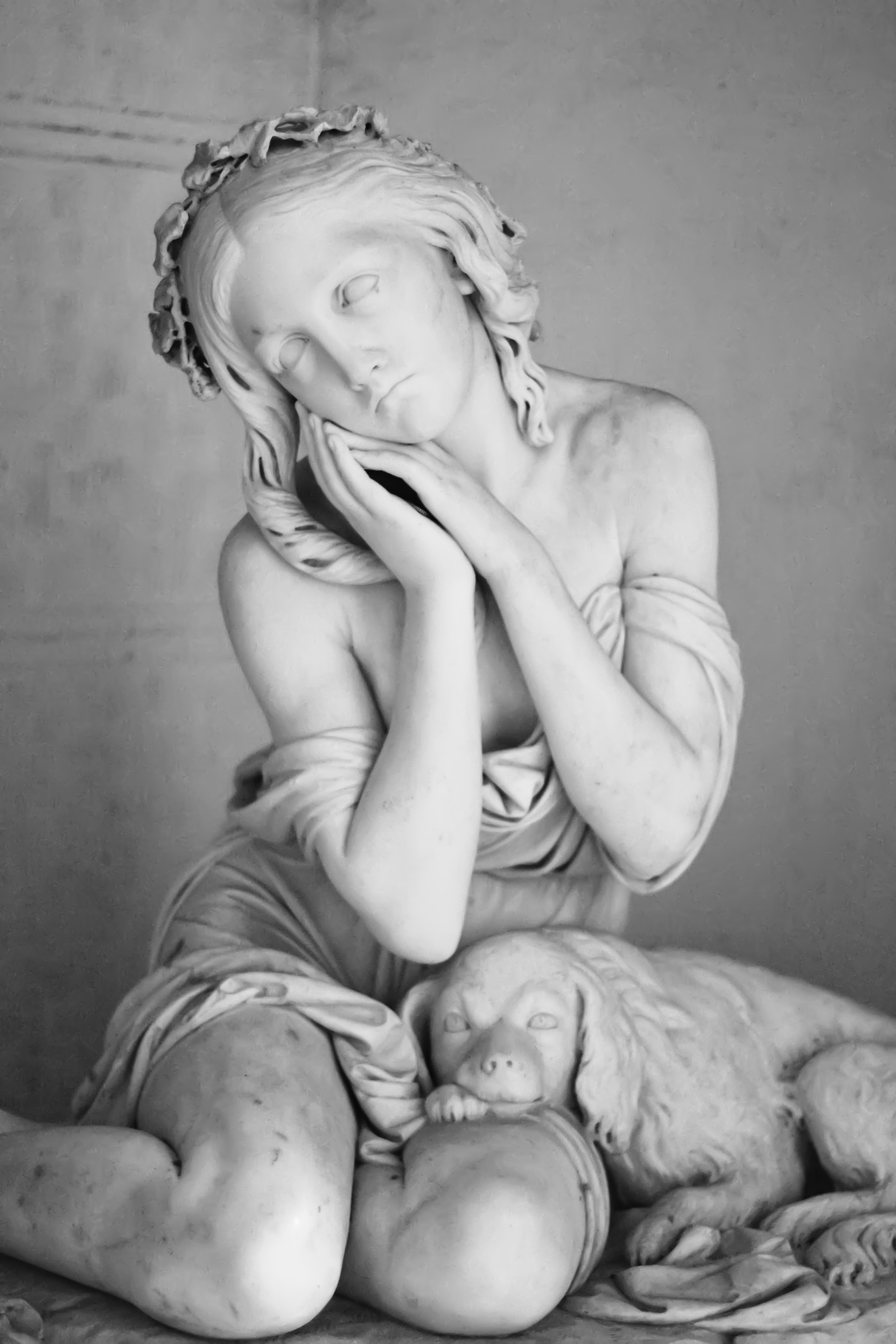
Tomba de Giuditta Varni, obra del seu marit, l'escultor Santo Varni (1875)
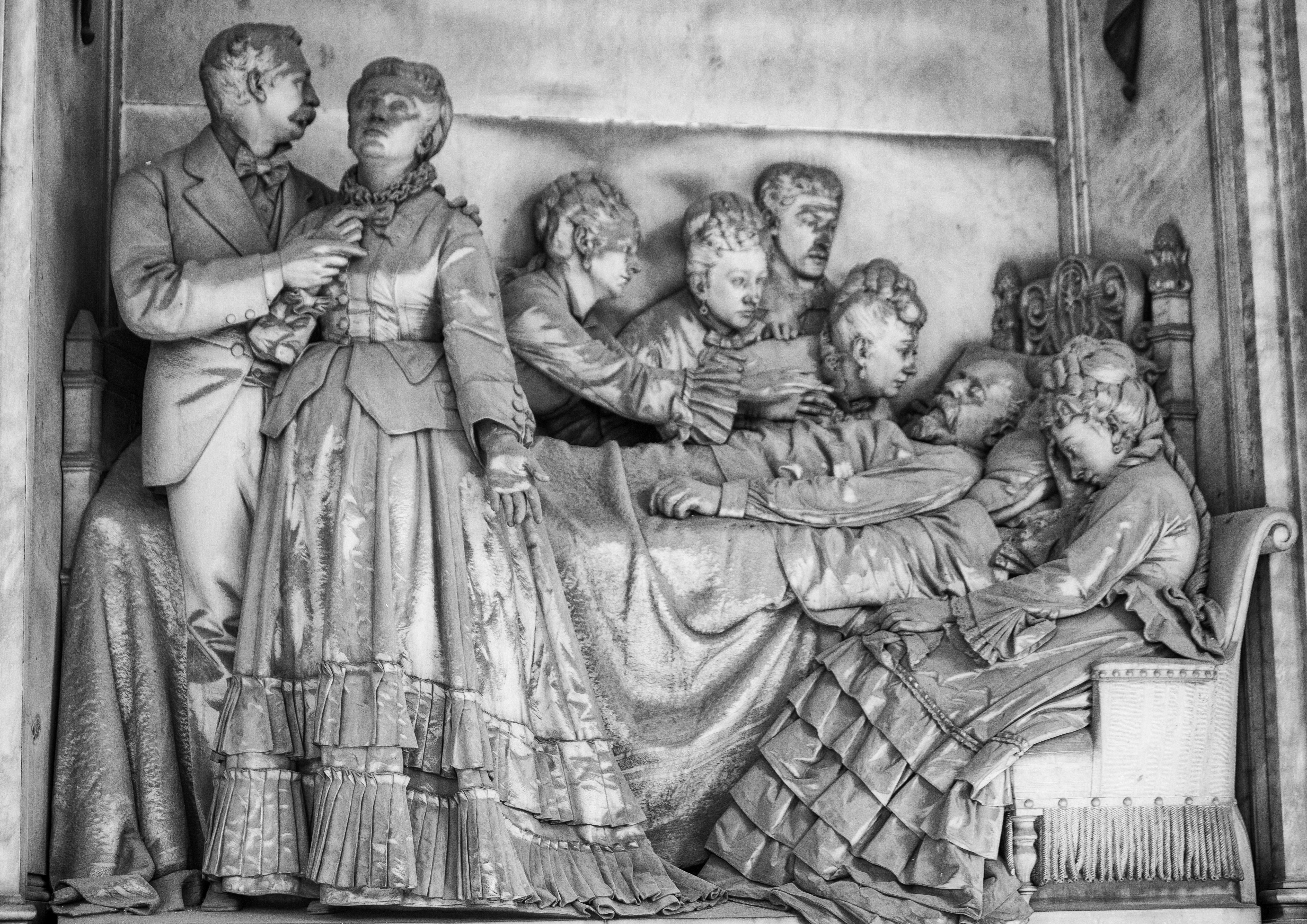
Tomba Carlo Raggio, A. Rivalta escultor (1872)
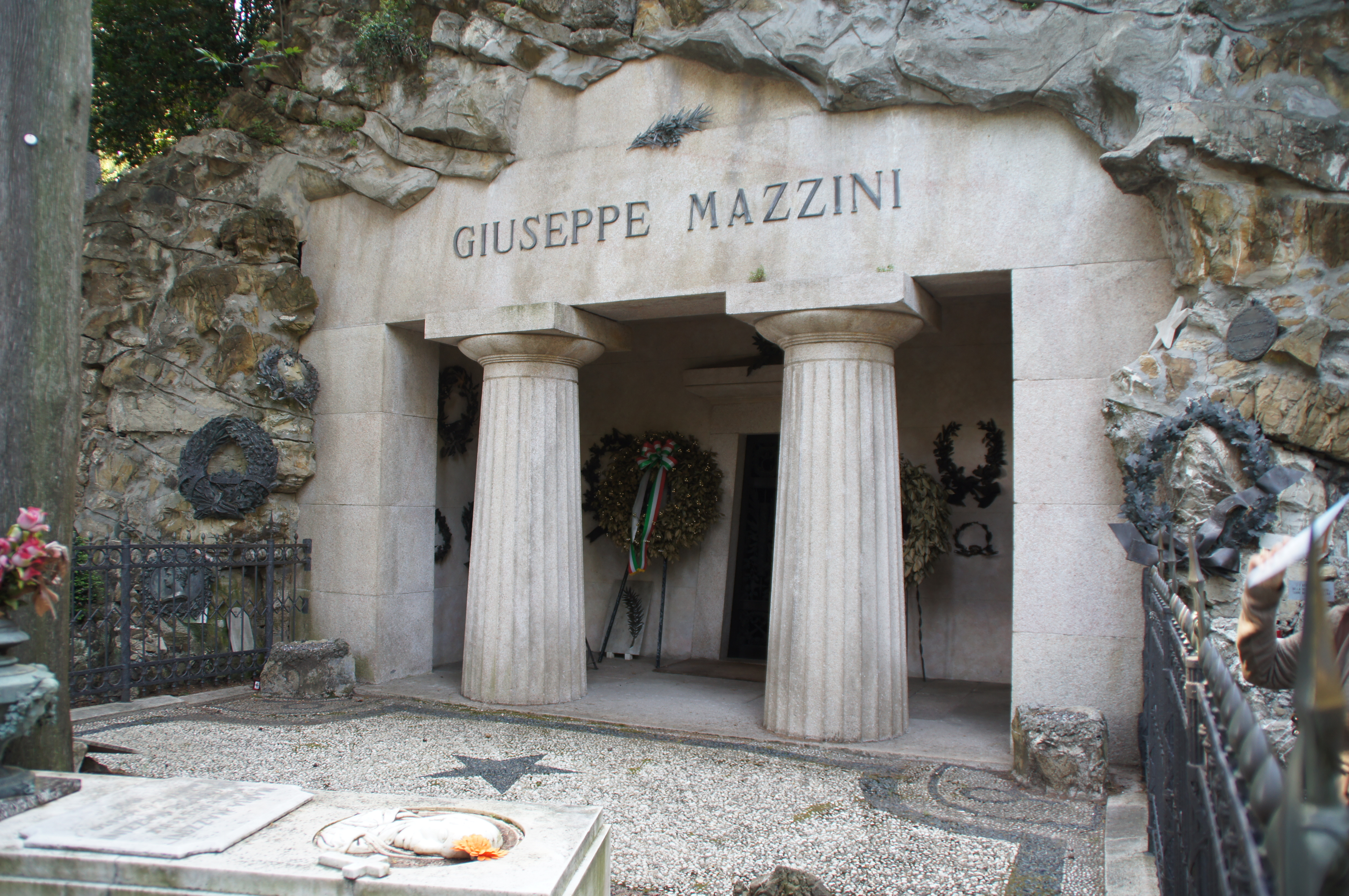
Tomba de Giuseppe Mazzini. Gaetano Vittorio Grasso, arquitecte (1874-77)
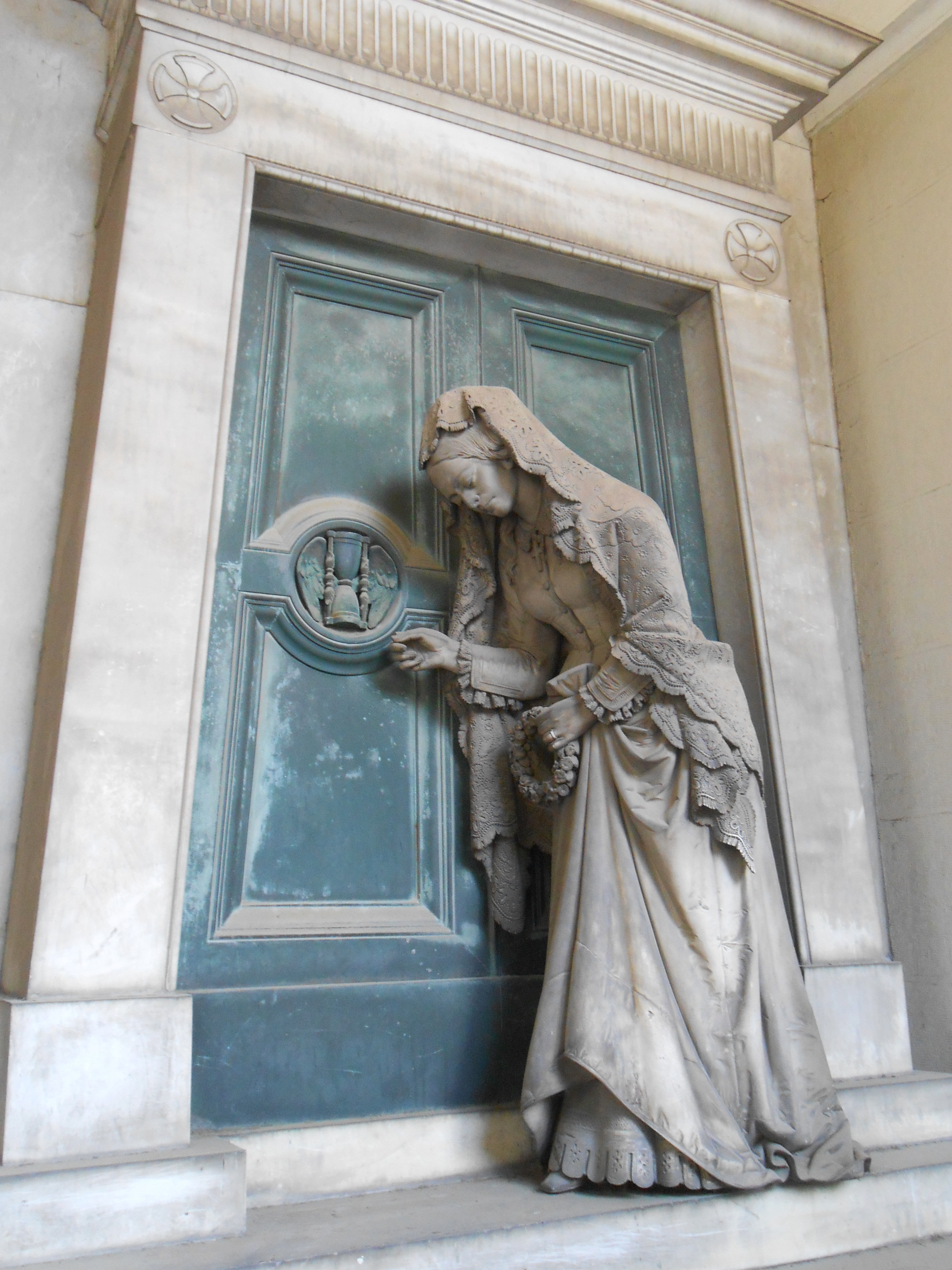
Tomba de P. Badaracco, G.B. Cevasco escultor, (1875)
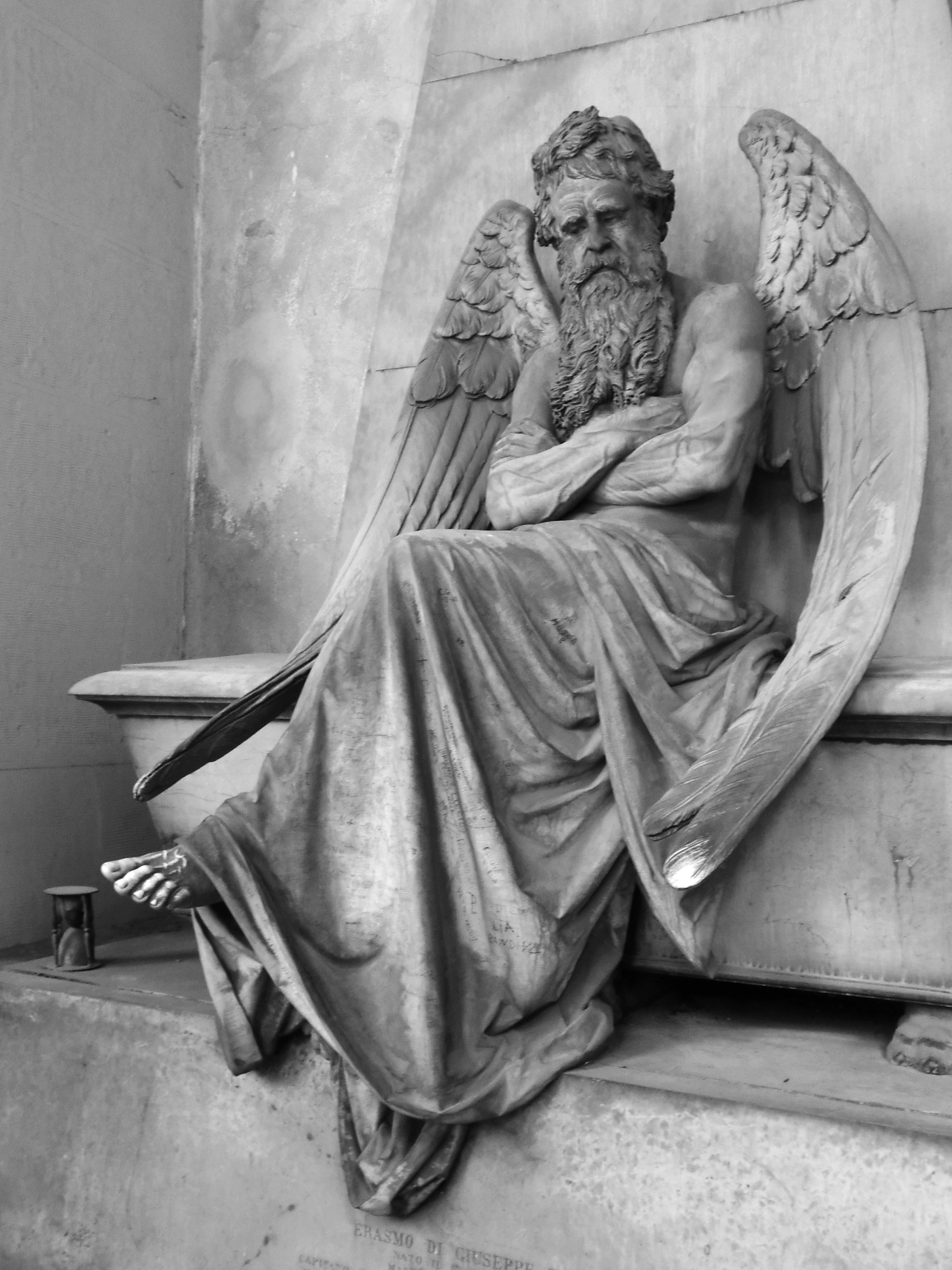
Tomba Erasmo Piaggio, obra de Santo Saccomanno (1876)
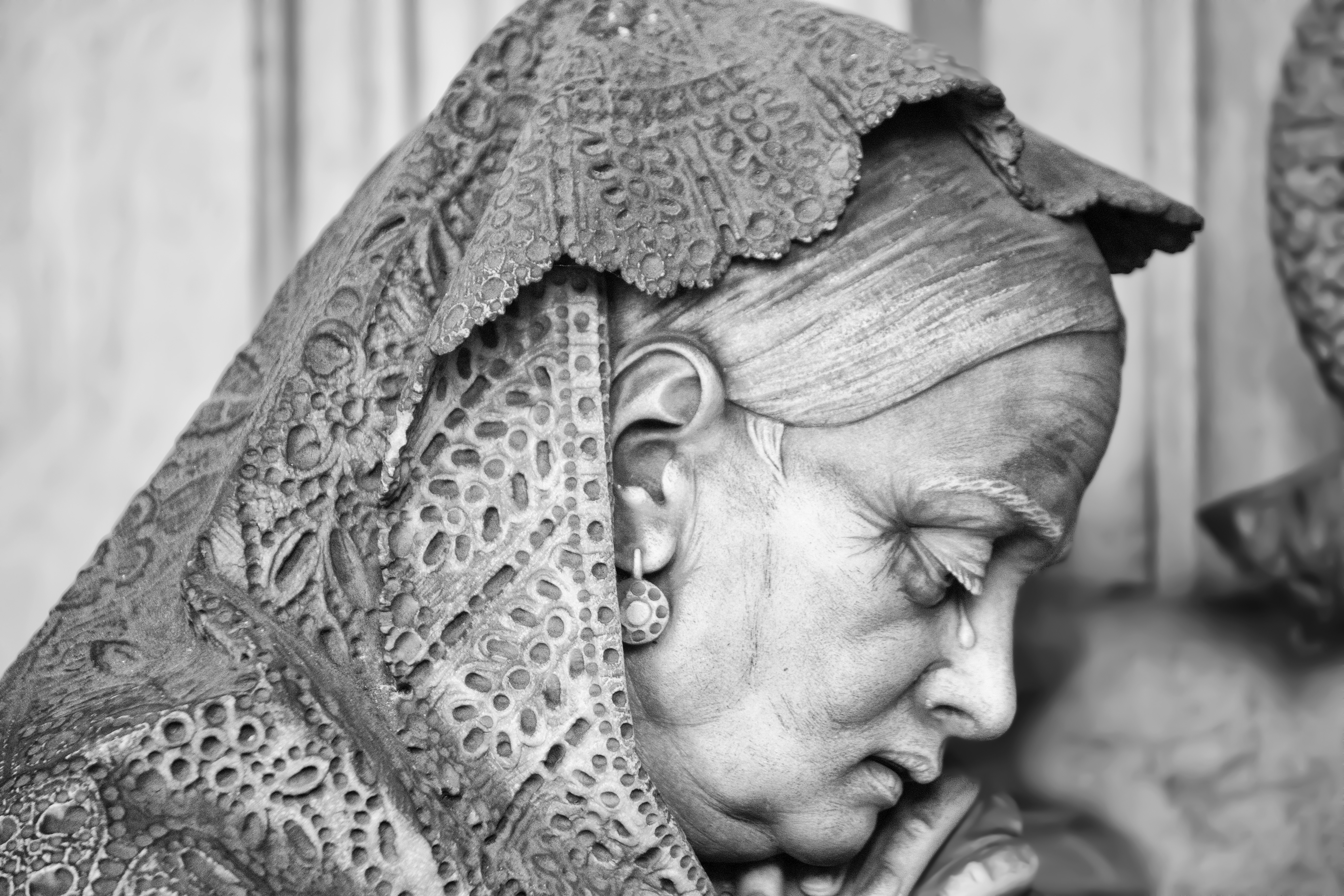
Tomba de G.B. Badaracco. G. Moreno, escultor (1878)
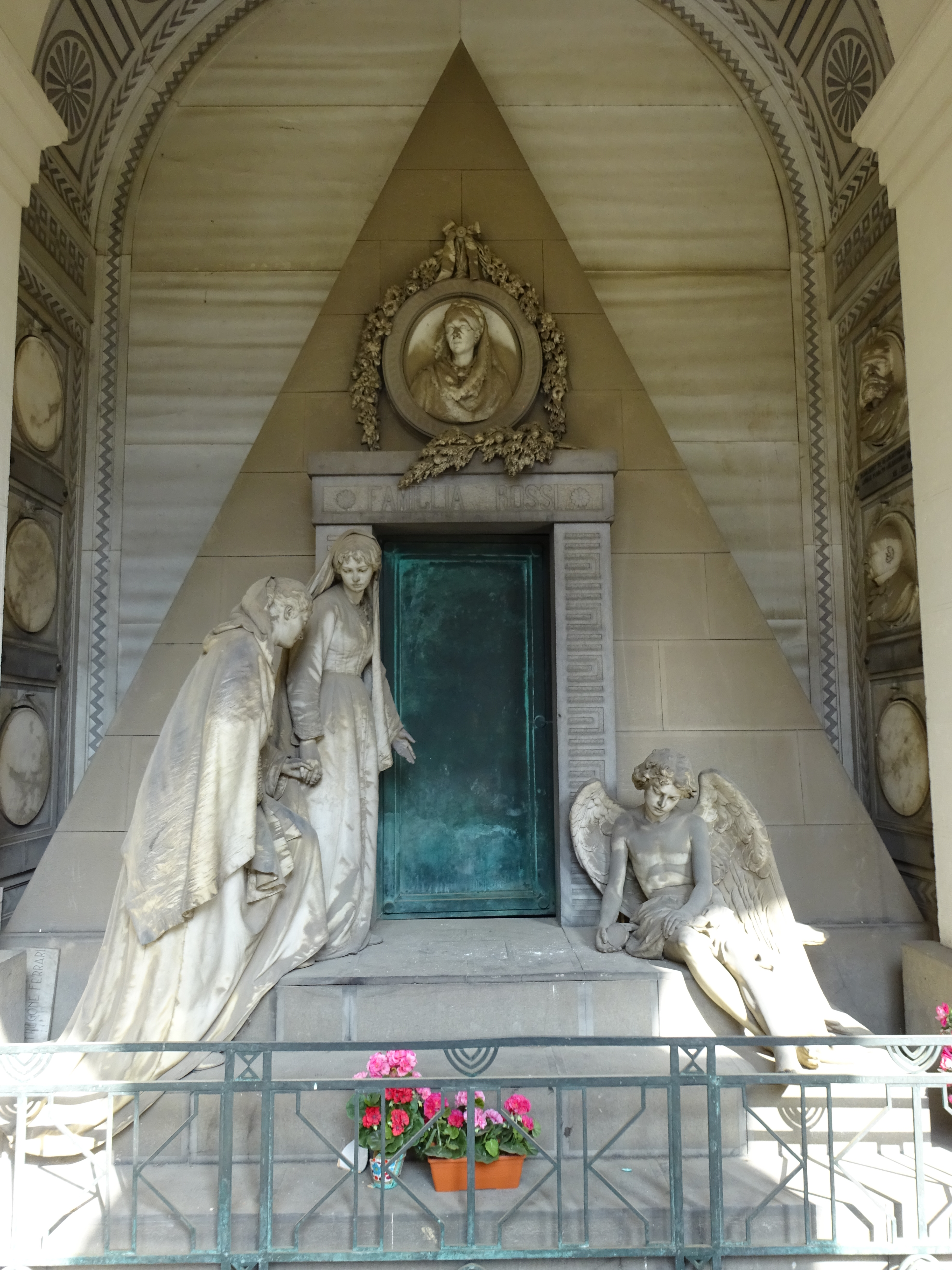
Tomba Rossi. G. Benetti, escultor (1878)
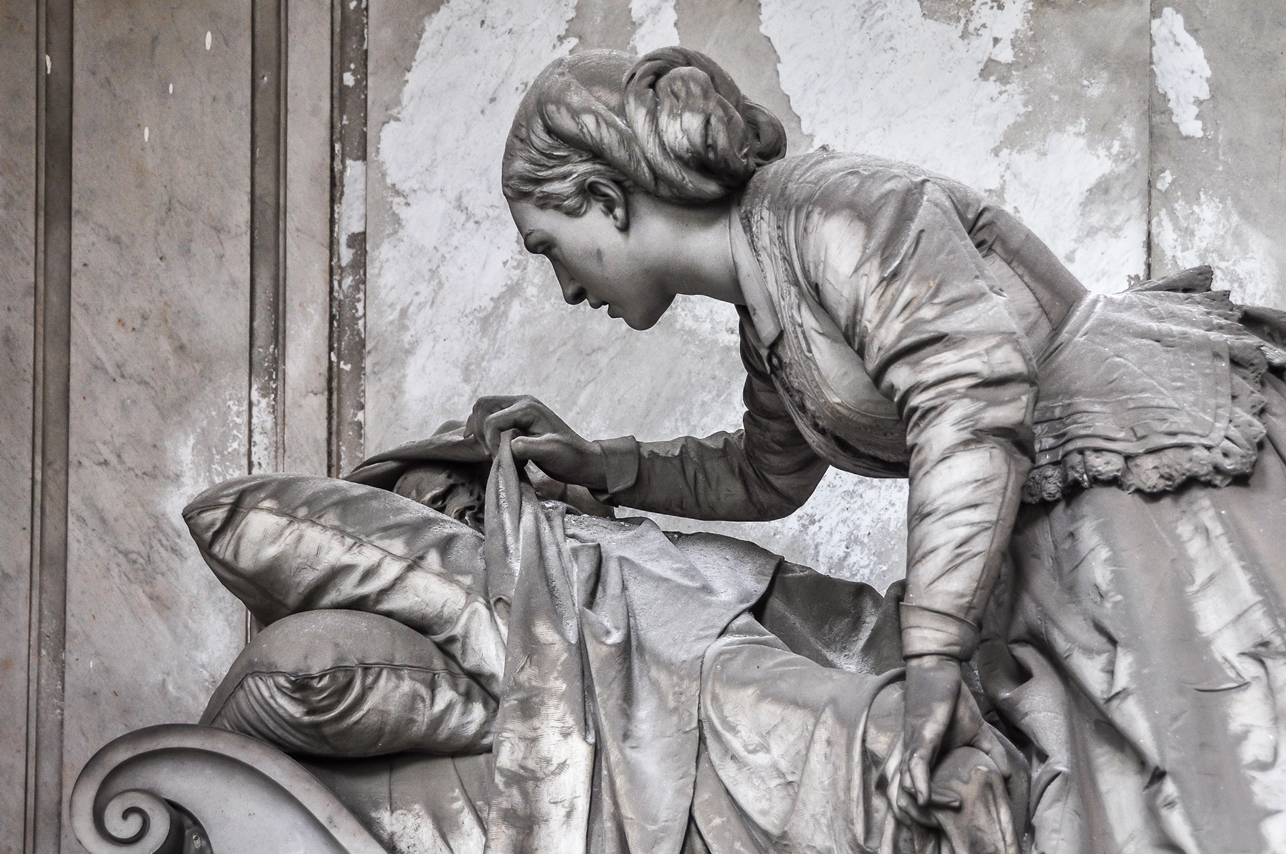
Tomba Pienovi, G.B. Villa escultor (1879)
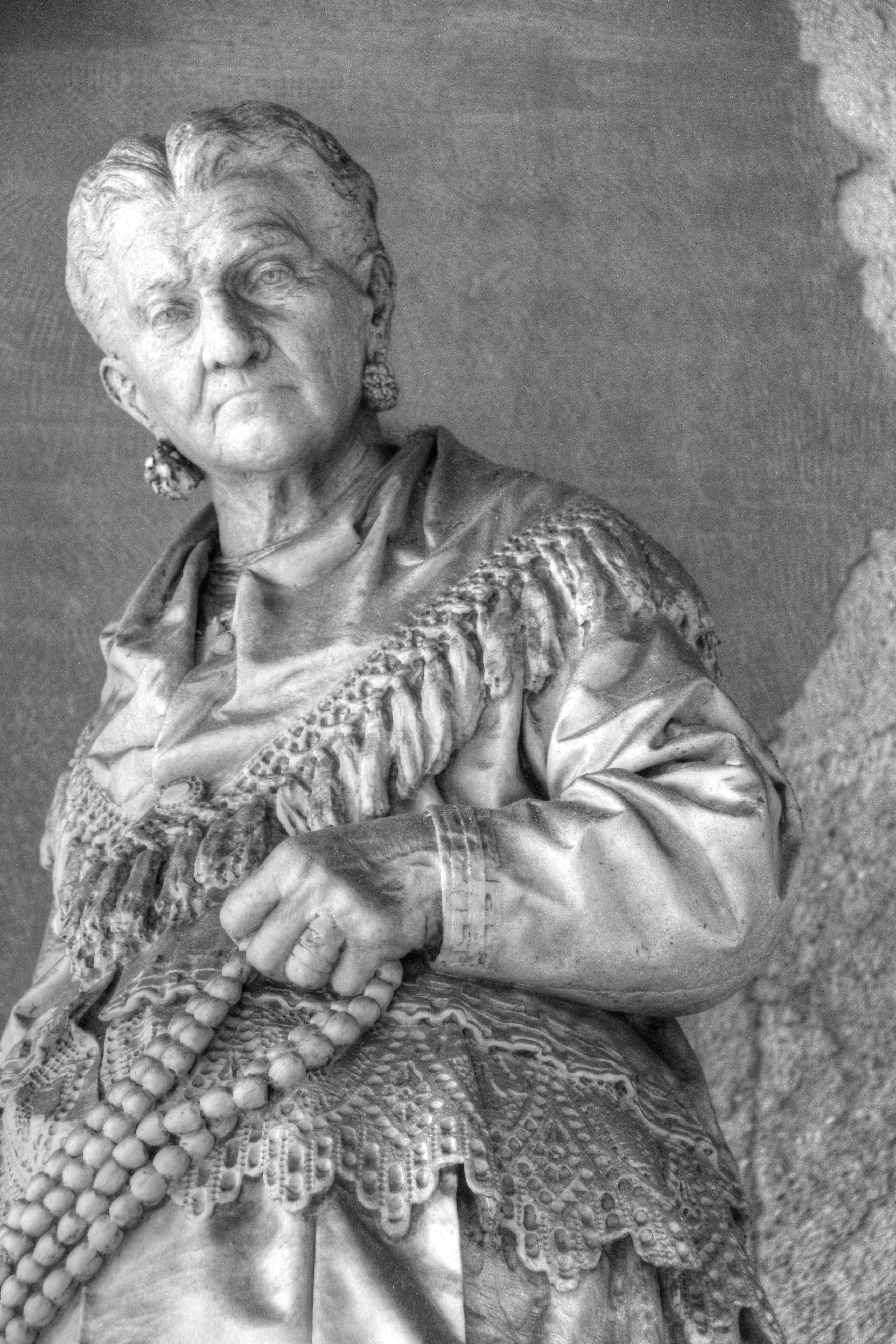
Tomba de Caterina Campodonico (La venedora d'avellanes). Lorenzo Orengo, escultor (1881)
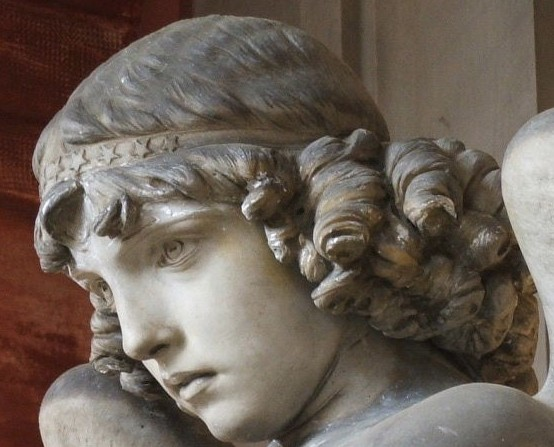
Tomba Onetoː l'Àngel de Giulio Monteverde (1882)
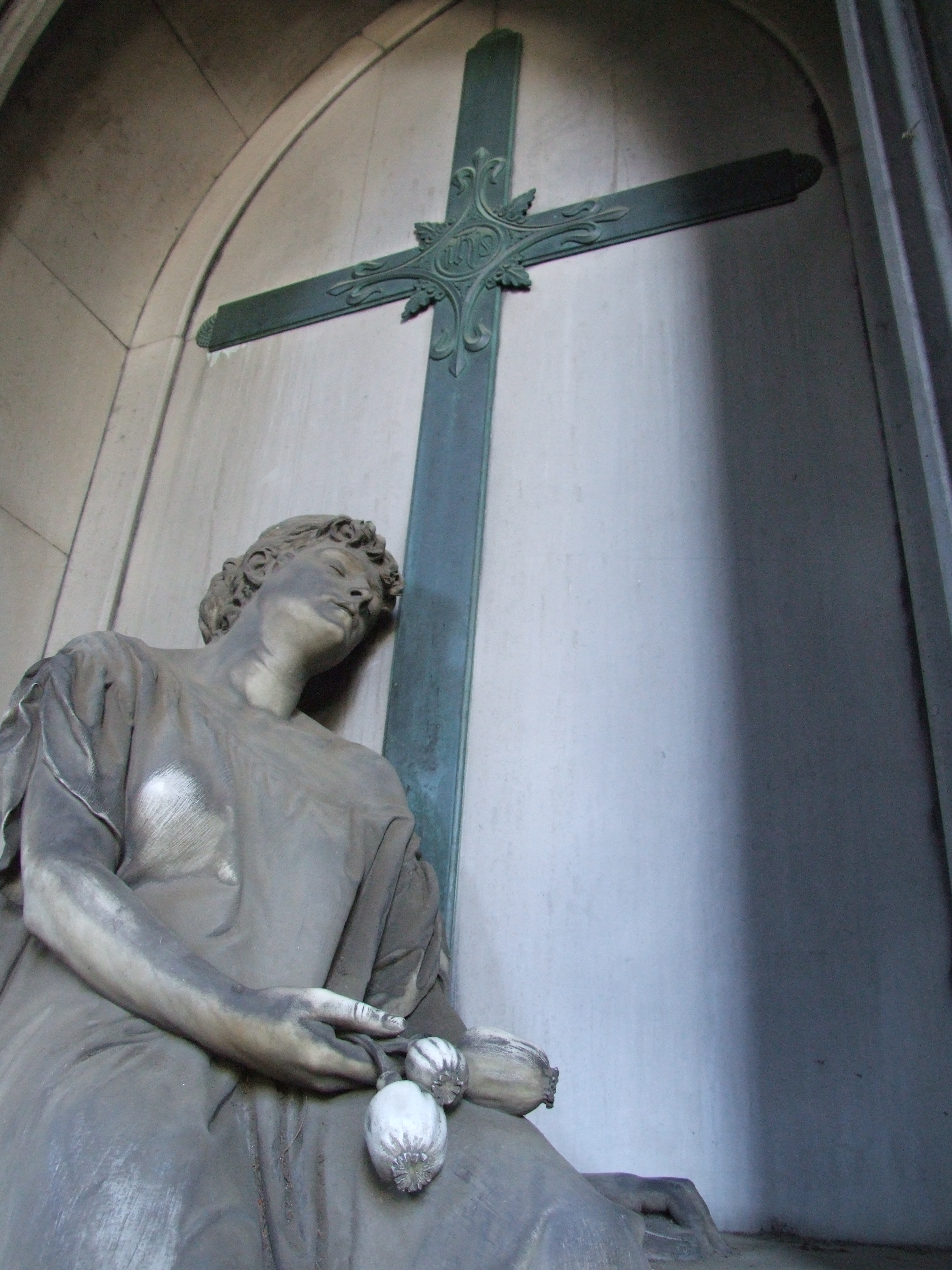
Tomba Erba, obra de Santo Saccomanno (1883)
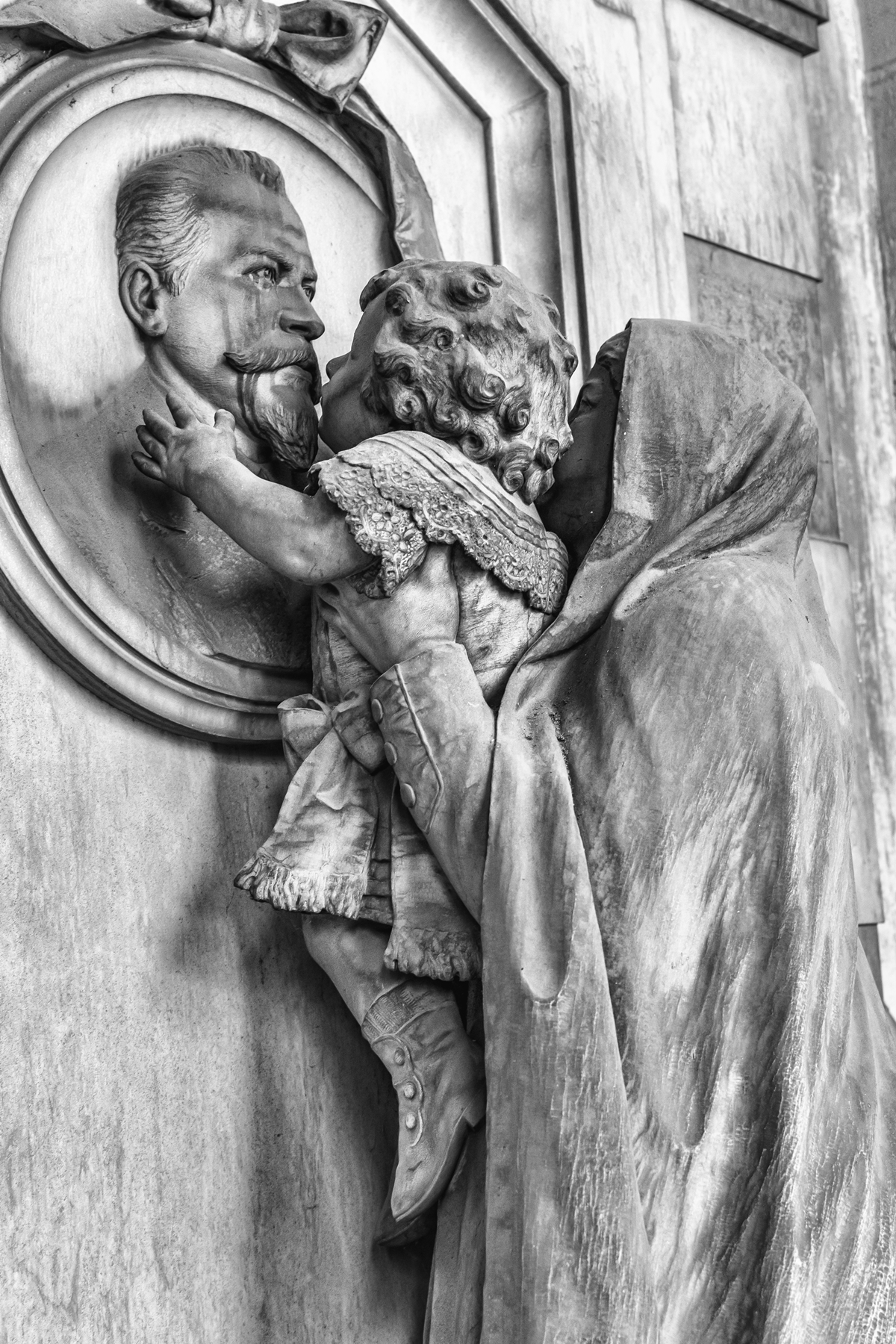
Tomba Casella, obra de Giuseppe Benetti (1884)
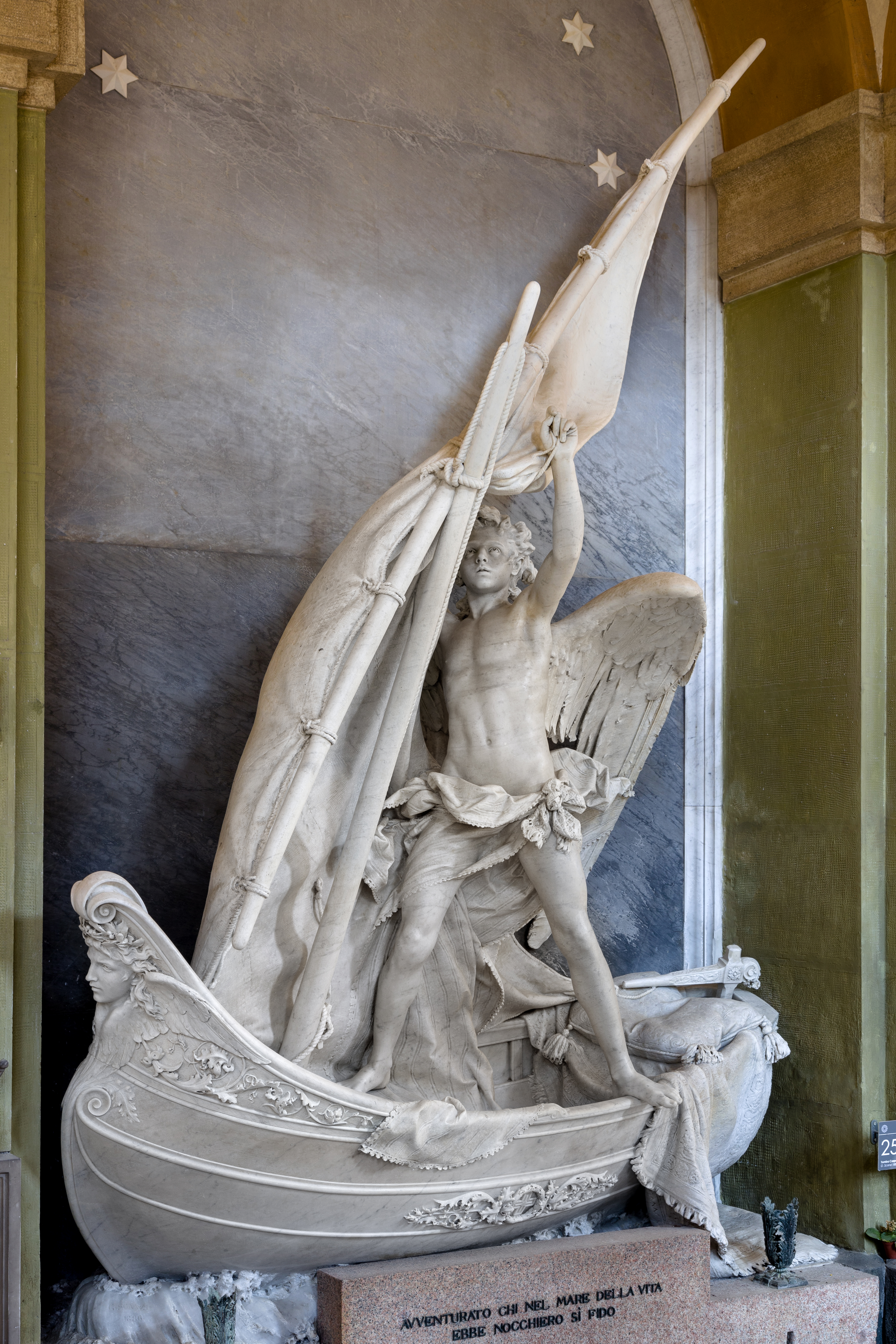
Tomba Carpaneto. Giovanni Scanzi, escultor (1886)
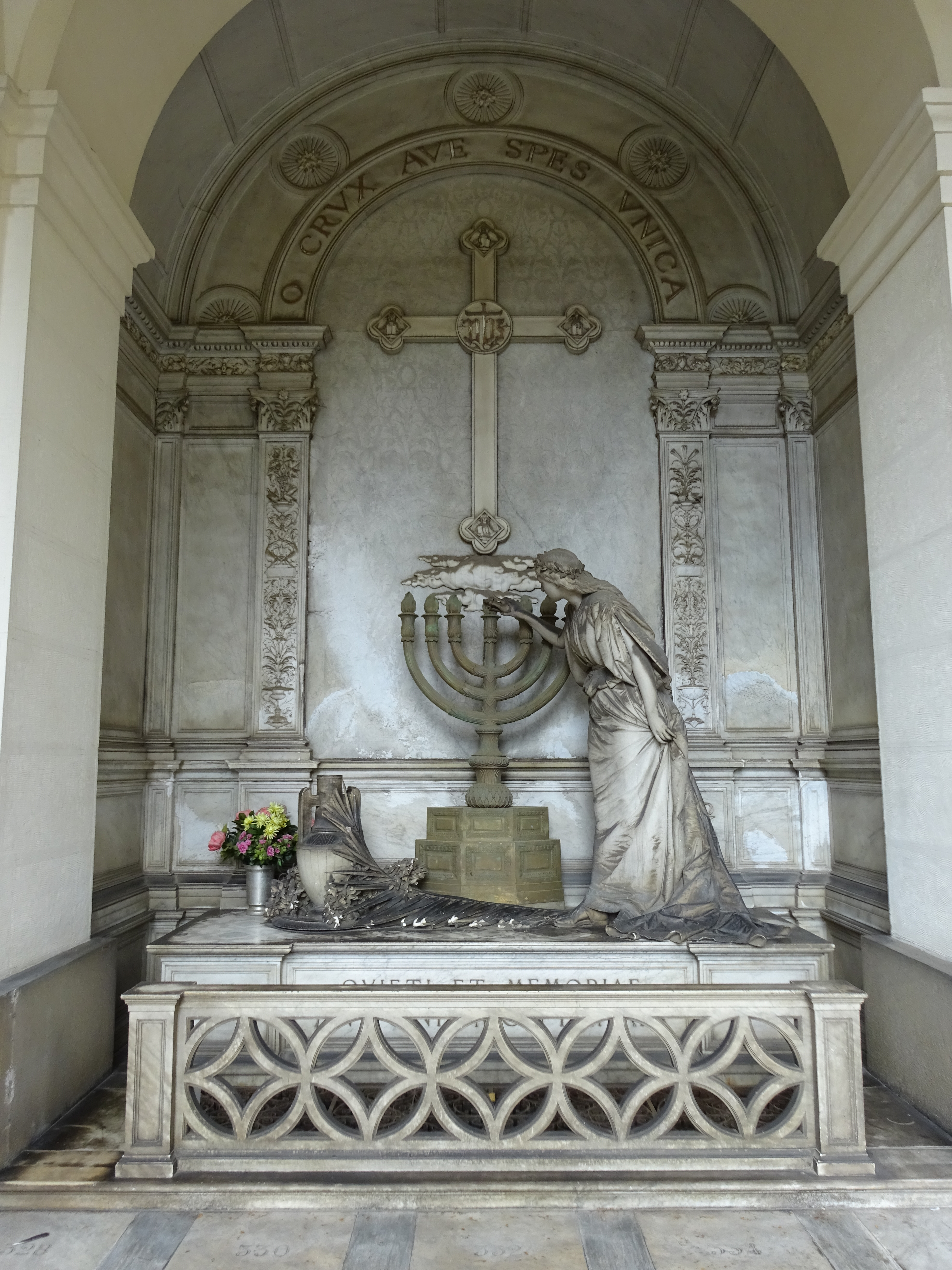
Tomba Montanari, G.B. Villa escultor (1888)
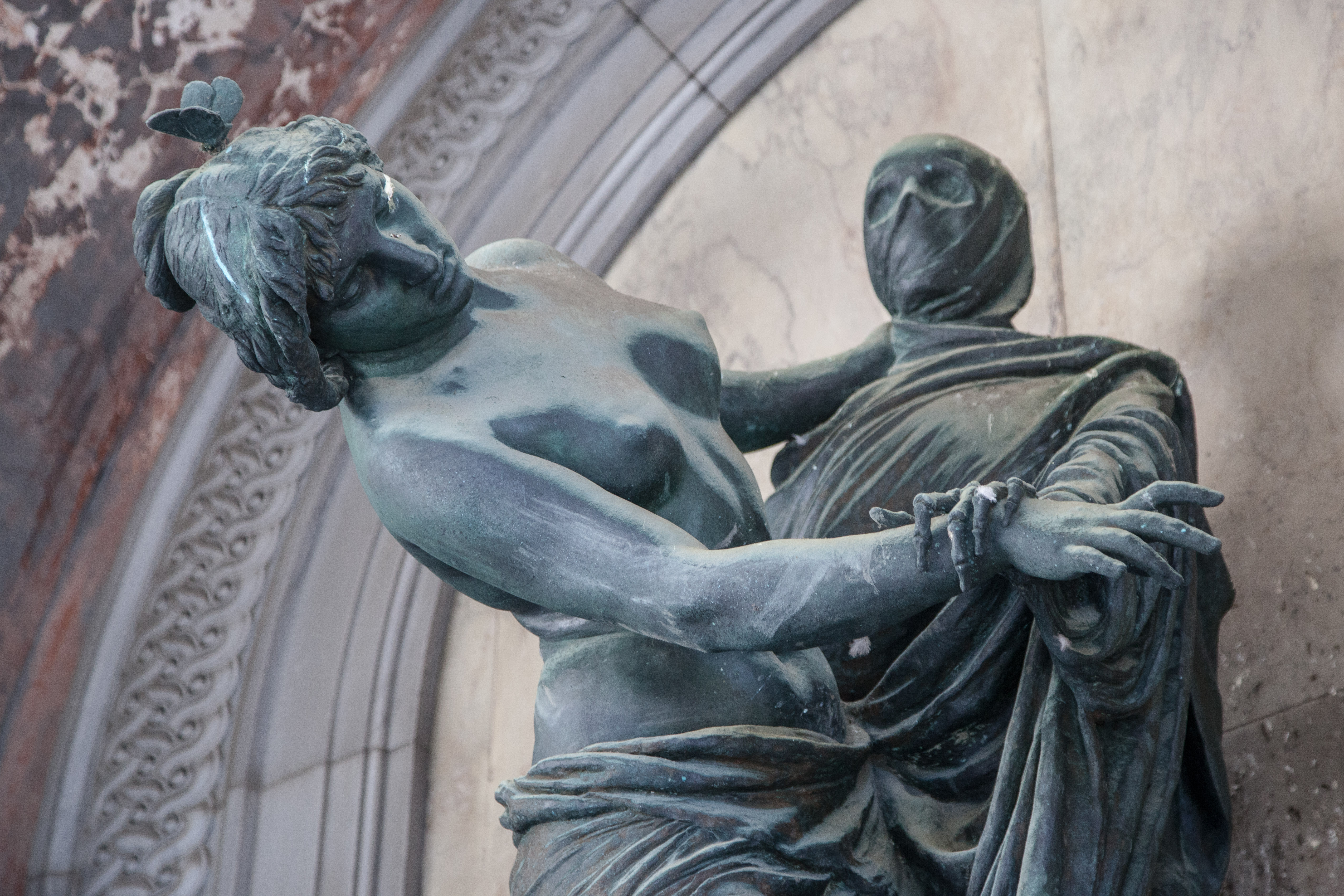
Tomba Celle. Giulio Monteverde, escultor (1893)
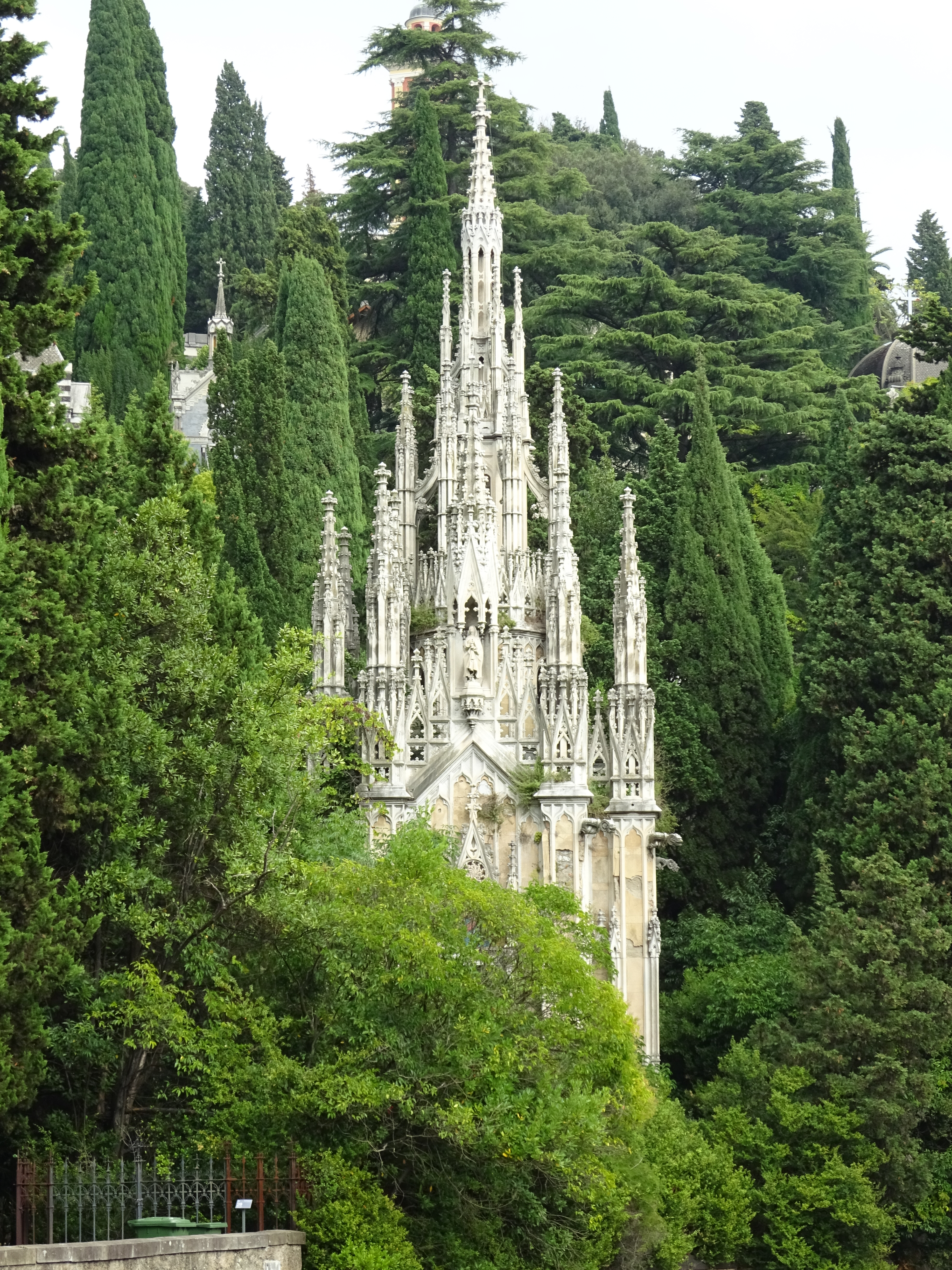
Capella Raggio. Luigi Rovelli, arquitecte (1896)
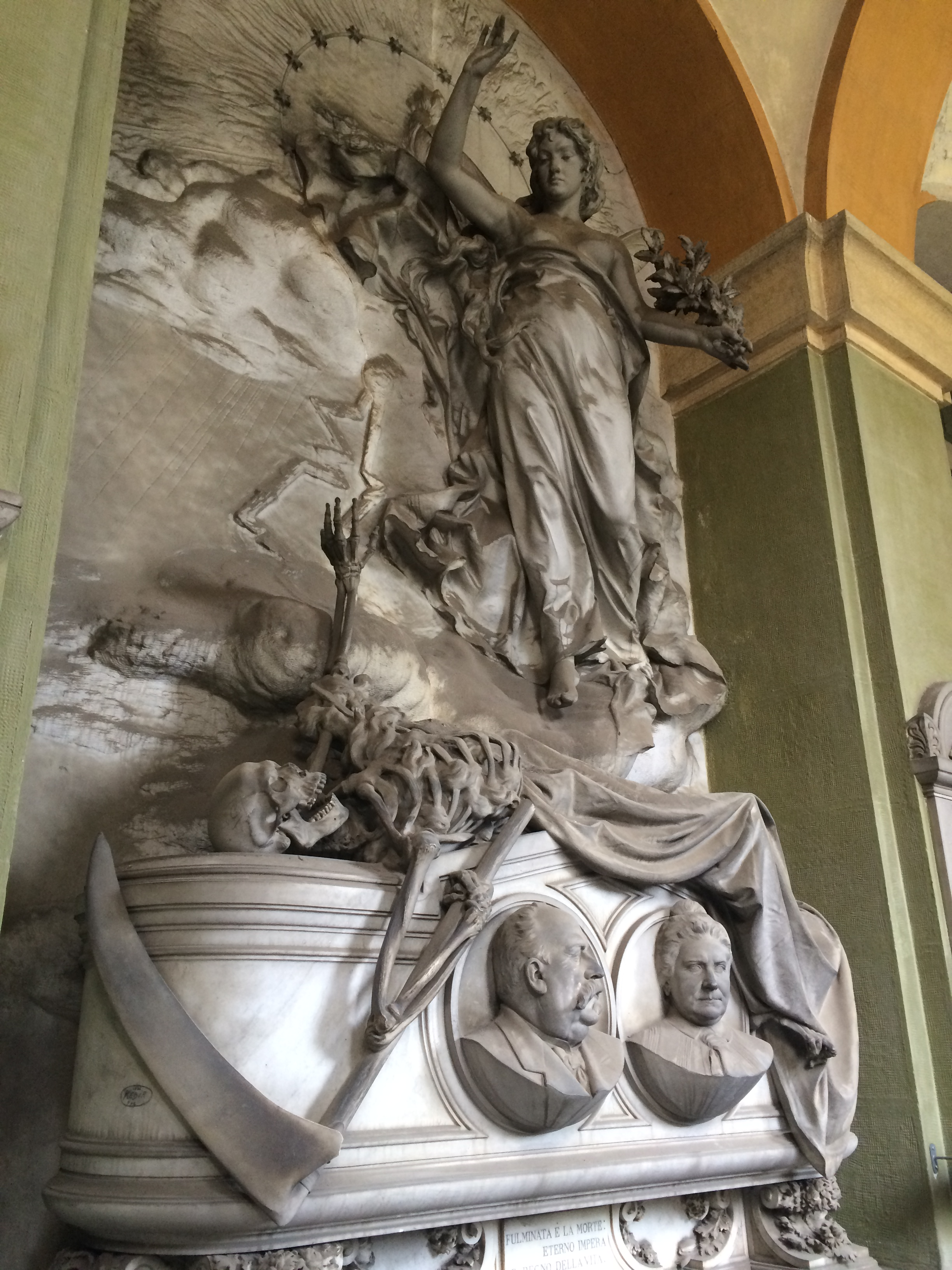
Tomba de Salvatore Queirolo. G. Navone,. escultor (1901)
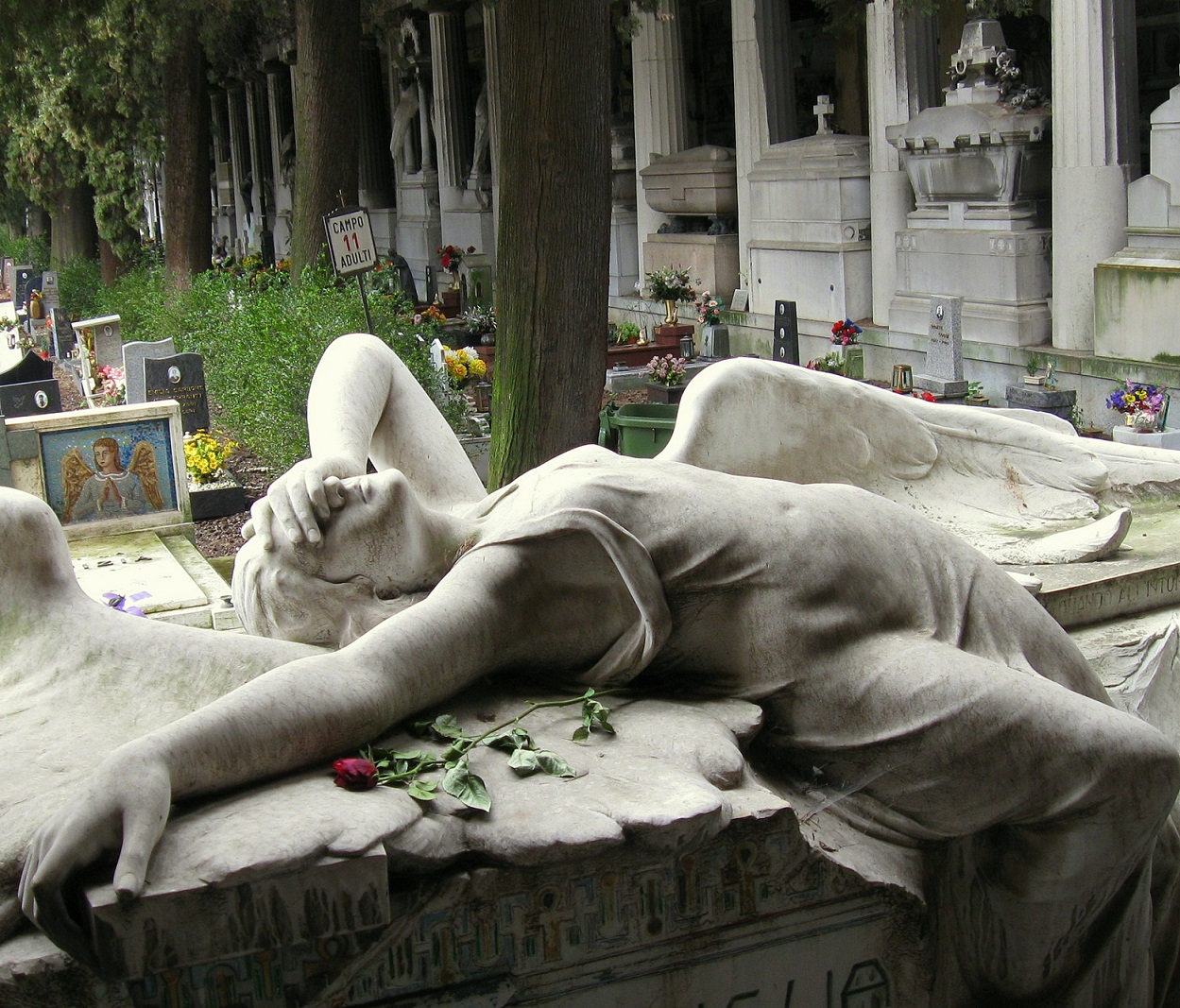
Tomba Ribaudo. Onorato Toso, escultor (1910)
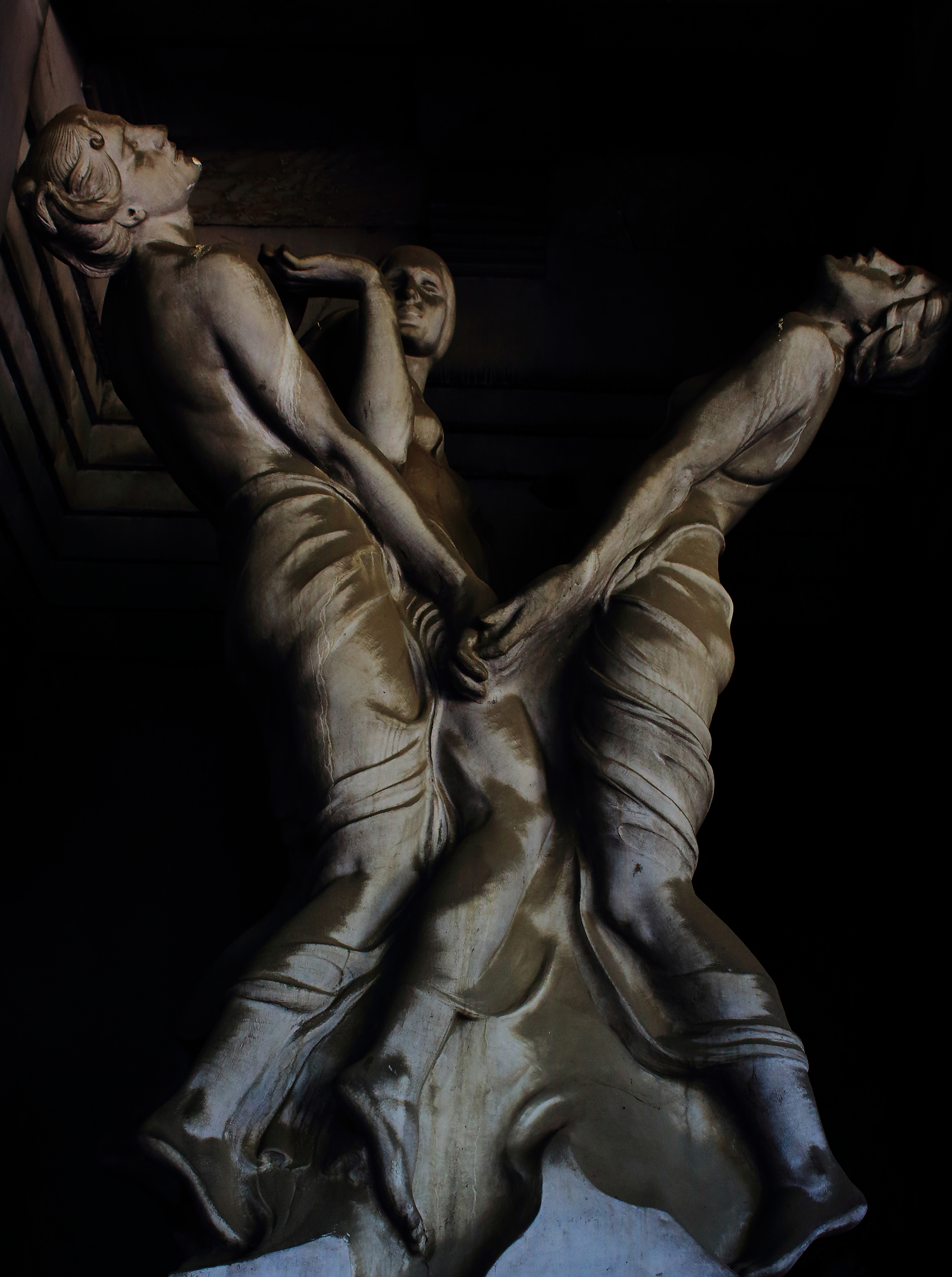
Tomba Caprile, obra de l'escultor Edoardo de Abertis (1924)